# Bráhman
Bráhman (v dévanágarí ब्राह्मण - v hindštině bráhman, v sanskrtu bráhmana, česky pouze bráhman, kdežto bráhmana je vyhraženo pro soubor literárních děl bráhmany) je členem tradiční kněžské třídy staroindické společnosti.Brahmani jsou rozděleni do 10 hlavních územních divizí, rodin, z nichž pět je spojeno se severem a pět s jihem. Severní skupinu tvoří Sarasvatí, Gauda, Kannauj, Maithil a Utkal Bráhmani a jižní skupinu Maharashtra, Andhra, Dravida, Karnata a Malabar Bráhmani. 
Indická společnost se tradičně dělila na kasty (varny, společenské třídy, doslova barvy) a vedle bráhmanů patří do tohoto dělení základních kastovních skupin kšatrija – člen tradiční třídy válečníků a správců, vaišja – člen tradiční třídy obchodníků a řemeslníků a šúdra – člen tradiční třídy dělníků a služebníků.
Podle indické tradice to byl stvořitel vesmíru Puruša (Višnu), který dal vzniknout tomuto uspořádání společnosti. Každou kastu vytvořil z jiné části svého těla; z jeho úst vzešla kasta bráhmanů studujících posvátné texty, z jeho paží se zrodili kšatrijové, ze stehna vaišjové a z jeho chodidel vznikli šúdrové. Hindové, kteří nepatřili do žádné z kast, byli považováni za nečisté a říkalo se jim nedotknutelní, párjové.
V Bhagavadgítě Kršna uvádí, že On je stvořitelem varen, a ty jsou charakterizovány vlastnostmi (guna) a činnostmi (karma).  Příslušnost k varně je tradičně určována původem (džanma, odtud označení kasty džáti).
Ačkoliv byl tento systém zakázán přímo indickou ústavou, je tato tradice stále velmi silná.